# Bítov, Nový Jičín
Bítov är en ort i Tjeckien. Den ligger i den östra delen av landet, 260 km öster om huvudstaden Prag. Bítov ligger 354 meter över havet och antalet invånare är 400.
Terrängen runt Bítov är lite kuperad. Runt Bítov är det ganska tätbefolkat, med 214 invånare per kvadratkilometer. Närmaste större samhälle är Ostrava, 17,2 km öster om Bítov. Trakten runt Bítov består till största delen av jordbruksmark.